# Suvorexant
Le suvorexant est un médicament de type hypnotique utilisé dans les troubles du sommeil et vendu sous le nom commercial Belsomra.

## Mode d'action
Le suvorexant est un antagoniste double des récepteurs de l'orexine (DORA).

## Indication
Il s'agit d'un médicament utilisé pour traiter les troubles du sommeil, notamment les difficultés à s'endormir et à rester endormi. Il peut être efficace pendant au moins un an. Il se prend par voie orale, une demi-heure avant le coucher.

## Effets secondaires
Les effets secondaires courants comprennent la somnolence, les maux de tête, les rêves inhabituels, la toux ou la bouche sèche. D'autres effets secondaires incluent l'abus, la paralysie du sommeil, le suicide, l'anxiété ou une diminution de la capacité de conduire. La sécurité pendant la grossesse et l'allaitement n'est pas claire.

## Aspects commerciaux
Le suvorexant a été approuvé pour un usage médical aux États-Unis en 2014  et au Canada en 2018 . Aux États-Unis, cela coûte environ 380 USD par mois à partir de 2021 . Aux États-Unis, il s’agit d’une substance contrôlée de l’annexe IV